# Christian Freitag
Christian Erik Henrik Ponsaing Reumert Freitag (født 4. november, 1965) er en dansk politiker og medlem af Det Konservative Folkeparti. Han er tidligere formand for de Praktiserende Lægers Organisation.

## Politisk karriere
I perioden 2015-2020 var Freitag formand for de Praktiserende Lægers Organisation. Tidligere i december 2014 var han valgt som formand for PLO-Hovedstaden.
I år 2022 blev Freitag valgt som folketingskandidat for Det Konservative Folkeparti i Slagelsekredsen.

## Baggrund og civil karriere
Chrstian Freitag blev uddannet cand.med. fra Københavns Universitet i 1995.
Siden da har han tjent såvel Livgarden som i Gardehusarregimentet, hvor han afsluttede sit virke med rang af kaptajn.
I dag er han praktiserende læge i Holte, hvor han har haft praksis siden 2003.
Privat er han gift med Vibeke Freitag gennem mere end 30 år, og sammen har de tre børn.